# مسابقه ستارگان لیگ برتر فوتبال ایالات متحده آمریکا ۲۰۱۷
مسابقه ستارگان لیگ برتر فوتبال ایالات متحده آمریکا ۲۰۱۷ مسابقه ای بین دو تیم ستارگان لیگ برتر فوتبال ایالات متحده آمریکا و رئال مادرید بود که در ۳ اوت ۲۰۱۷ ساعت ۵:۰۰ به وقت تهران برگزار شد که با پیروزی رئال مادرید در ضربات پنالتی به پایان رسید.
تک گل ستارگان لیگ برتر فوتبال ایالات متحده آمریکا را دام دوایر در دقیقه ۸۷ و تک گل رئال مادرید را بورخا مایورال در دقیقه ۵۹ به ثمر رساند.

## مسابقه
| ستارگان لیگ برتر فوتبال ایالات متحده آمریکا | ۱–۱ | رئال مادرید                   |
| ------------------------------------------- | --- | ----------------------------- |
| دوایر ۸۷'                                   |     | مایورال ۵۹'                   |
| ضربات پنالتی                                |     |                               |
| دوایر · دوس سانتوس · والری · آلمیرون        | ۲–۴ | بنزما · بیل · کواچیچ · مارسلو |